# Gruuthusestraat
De Gruuthusestraat is een straat in Brugge.

## Beschrijving
Toen de heren van Gruuthuse in de 15de eeuw, naast de plek waar de Reie de Dijver noemde, hun stadspaleis bouwden, mag men aannemen dat er aan de voorkant een weg of straat liep die de Dijver met de Katelijnestraat en Mariastraat verbond. Het is niet bekend of die straat een naam had.
Zeker is dat deze strook weg vanaf minstens de helft van de 19de eeuw de Gruuthusestraat werd. Ze was een 50-tal meter lang, geprangd tussen de brug over de Dijver en het Onze-Lieve-Vrouw-Kerkhof Noord (thans Guido Gezelleplein), en verderop de Mariastraat en Heilige-Geeststraat ter ener zijde en de Katelijnestraat ter andere zijde.
De straat droeg zeker al de naam Gruuthuse toen de drukker-uitgever H. Vandenberghe-Denaux er gevestigd was en er onder meer zijn weekblad 't Jaer 30 uitgaf, waar Guido Gezelle aan meewerkte. Al in 1850 vermeldde Gailliard die naam in zijn lijst van straatnamen. Hij vernoemde wel een alternatieve naam, wellicht de vroegere, die Onze-Lieve-Vrouw-Kerkstraat luidde.